# Galeodes scythicus
Galeodes scythicus är en spindeldjursart som beskrevs av Roewer 1934. Galeodes scythicus ingår i släktet Galeodes och familjen Galeodidae. Inga underarter finns listade i Catalogue of Life.